# Liriomyza craspediae
Liriomyza craspediae är en tvåvingeart som beskrevs av Spencer 1976. Liriomyza craspediae ingår i släktet Liriomyza och familjen minerarflugor. Inga underarter finns listade i Catalogue of Life.